# Littlemoor
Littlemoor es un suburbio de Weymouth, en el condado de Dorset, Inglaterra, ubicado en la parroquia civil de Upwey y Broadwey. Durante la Primera Guerra Mundial, fue utilizado como un campo de la armada australiana. Debido a esta razón, la mayor parte de las calles de la zona llevan nombres de localidades de ese país aún en la actualidad
- Datos: Q2892741
- Multimedia: Littlemoor, Dorset / Q2892741